# Balanced scorecard

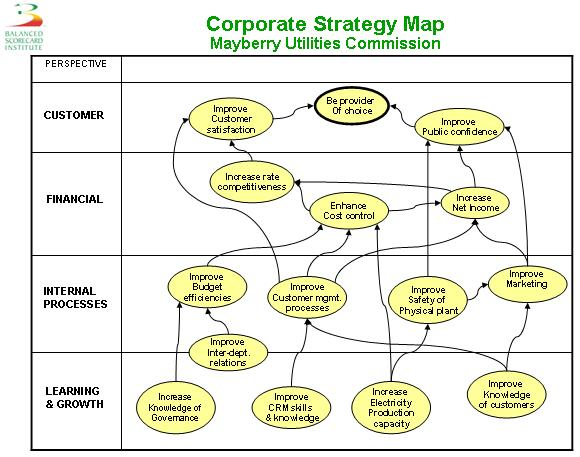
Voorbeeld van een balanced scorecard voor een organisatie in de publieke sector.

De balanced scorecard (BSC) is een veelgebruikte techniek voor strategisch management en het behalen van langetermijndoelstellingen binnen organisaties.

## Algemeen
De balanced scorecard wordt met name gebruikt als evaluatiehulpmiddel voor managers die complexe doelstellingen hebben. Het idee achter de balanced scorecard is dat een manager niet alleen is af te rekenen op financiële resultaten, maar dat ook andere prestaties worden meegenomen in de jaarlijkse beoordeling. De term balanced wijst op het feit dat verschillende factoren ook verschillend worden gewogen.
In 1987 werd de balanced scorecard voor het eerst gebruikt bij Analog Devices. In 1992 werd in het artikel "The balanced scorecard--measures that drive performance." door Robert S. Kaplan en David P. Norton de balanced scorecard onder de aandacht gebracht van het grote publiek. Gedreven door het besef dat er meer is dan enkel geld verdienen, werd dit idee snel opgepikt door het bedrijfsleven en is vandaag gemeengoed in de beoordelingsprocessen van veel bedrijven. In 2005 schreven Kaplan en Norton een nieuwe versie van hetzelfde artikel, alleen dan met ruim tien jaar ervaring met de balanced scorecard.

## Opzet
De implementatie van een balanced scorecard in een bedrijf beslaat vier onderdelen.
1. Vertaling van de visie en de strategie in concrete doelen.
2. Communicatie van de doelen en de koppeling met de individuele prestaties.
3. Planning voor het verwezenlijken van de bedrijfsdoelen.
4. Evaluatie en verbetering van de balanced scorecard.

De balanced scorecard is uniek voor ieder bedrijf. Een balanced scorecard is namelijk een vertaling van de strategische doelen van een bedrijf in concrete, meetbare parameters. Deze parameters worden onderverdeeld in vier categorieën.
1. Financiële
2. Klanten
3. Interne bedrijfsvoering
4. Ontwikkeling en groei

De communicatie van de doelen is van belang om duidelijk te krijgen welke richting het bedrijf strategisch kiest. De koppeling met de individuele prestaties is met name van belang op midden en hoger managementniveau. Hierbij is een risico dat een slechte vertaling van de strategie resulteert in ongewenst gedrag bij zowel managers als werknemers.
Planning is van belang om de resultaten meetbaar en tijdsgebonden te maken. Ook is het van belang om tijdig ingrijpen te kunnen verwezenlijken.
De laatste stap, evaluatie en verbetering is van belang om fouten en onvolkomenheden die eerder in de BSC zijn gekomen te herstellen. Daarnaast is een jaarlijkse of tweejaarlijkse herwaardering van de doelen wenselijk, om ze aan te passen aan veranderende visies en marktomstandigheden.

## Toepassing
In recentere onderzoeken blijkt dat bedrijven de balanced scorecard gebruiken als middel om een scala aan doelen te verwezenlijken. Zo worden ze gebruikt om:
1. De bedrijfsstrategie ten uitvoer te brengen;
2. De strategie te verhelderen en te operationaliseren;
3. Strategische kansen te identificeren en te analyseren;
4. De begroting aan te laten sluiten op de strategie;
5. Het bedrijf beter te laten aansluiten op de strategie;
6. Regelmatig het bedrijf door te lichten en waar nodig de strategie aan te passen.

In 1997 vond de wetenschapper Kurtzman dat 64% van de bedrijven die hij onderzocht een soort van prestatiemeting deed die leek op de balanced scorecard.